# Alatyr (řeka)
Alatyr (rusky Алатырь, čuvašsky Улатăр, mordvinsky Ратор) je řeka v Nižněnovgorodské oblasti a v Mordvinské a v Čuvašské republice v Rusku. Je dlouhá 296 km. Povodí řeky má rozlohu 11 200 km².

## Průběh toku
Protéká severní částí Povolžské vrchoviny. Ústí zleva do Sury (povodí Volhy) na 277 říčním kilometru.

## Vodní režim
Zdrojem vody jsou převážně sněhové srážky. Zamrzá v listopadu a rozmrzá na začátku dubna.

## Využití
Je splavná pro vodáky. Leží na ní město Ardatov a při ústí Alatyr.